# Angoville-sur-Ay
Angoville-sur-Ay – miejscowość i dawna gmina we Francji, w regionie Normandia, w departamencie Manche. W 2013 roku jej populacja wynosiła 252 mieszkańców. 
1 stycznia 2016 roku połączono dwie wcześniejsze gminy: Lessay oraz Angoville-sur-Ay. Siedzibą gminy została miejscowość Lessay, a nowa gmina przyjęła jej nazwę. 